# Voix du Midi
Voix du Midi est un hebdomadaire d'information locale français, paraissant en Haute-Garonne. Fondé en 1895 sous le titre primitif de Croix du Midi, il se décline aujourd'hui en deux éditions vendues en kiosque le jeudi Voix du Midi Toulouse, Voix du Midi Lauragais et un journal gratuit, Voix du Midi Week-End, distribué à Toulouse le vendredi.
Voix du Midi a développé deux publications sur internet, www.voixdumidi.fr et www.voixdumidilauragais.fr
Voix du Midi est éditée par la Société d'édition de la Presse régionale (Sepr-SA) dont le principal actionnaire est un holding, La Presse Régionale SA.

## Histoire

### L'époqueCroix du Midi
Ce journal a été lancé sous le titre primitif de Croix du Midi en 1895 par les Assomptionnistes de Toulouse. Louis Petit, qui sera plus tard archevêque d’Athènes, et Roger des Fourniels, un ancien militaire devenu moine et journaliste, furent particulièrement actifs à cette création.
Durant ces premières années, le journal, conçu et réalisé au Cercle ouvrier de Saint Cyprien, se définit comme un « organe de défense de la religion catholique » dans un contexte fort d’anticléricalisme et se donne pour mission d’analyser l’événement à la lumière de la doctrine sociale de l’Église. À la différence d’autres journaux locaux qui tentent de se développer en marge du quotidien régional, comme L’Express du Midi ou le Messager de Toulouse, la Croix du Midi ose une parution quotidienne. Mais la réalité économique oblige vite la direction du journal à rendre la périodicité hebdomadaire.
À partir de 1910, le journal est imprimé sur les rotatives du Télégramme, journal toulousain que vient de racheter un industriel du Nord, Paul Féron-Vrau, président d’un groupe de presse catholique La Presse régionale. Les deux titres cohabitent presque de fait et lorsque l’un d’entre eux, en l’occurrence Le Télégramme, vient à se trouver au plus mal en 1932, l’autre vient à son secours. Ainsi la Croix du Midi absorbe-t-elle Le Télégramme en 1935 et s’installe sa rédaction dans le fameux immeuble du Télégramme à l’entrée de la rue Gabriel-Péri (à l’époque rue Constantine). L’édifice restera associé à la Croix du Midi jusqu’en 2006.

### Le développement d'un groupe de presse
Croix du Midi devient vite un consortium de huit éditions et irrigue tout le grand sud de la France, de la Bigorre au Gard. On dit désormais «les» Croix du Midi. Quelques belles plumes l’animent à l’instar du chanoine Barthas, haut personnage de l’entre-deux guerres, proche de Mgr Saliège, archevêque de Toulouse. 
L’attitude de la rédaction au moment de la Seconde Guerre mondiale, unanime derrière les positions prises par Saliège à la défense des juifs, préserve le journal d’une interdiction de paraître à la Libération.
Les Croix du Midi continuent de se développer sous l’action de Jules Dassonville,  dirigeant du groupe La Presse régionale, et, à Toulouse, sous l’impulsion de MM. Louis Jammes et Saturne puis de Christian Boué. Dans les années 1980, dix départements, du Gers au Gard, sont couverts. Les titres sont: 
- Croix du Midi (1895) qui déclinera une édition Croix de Toulouse à partir de 1935.
- Croix de l'Aude (1913)
- Croix des Pyrénées-Orientales (1913)
- Croix de l'Ariège (1914)
- Croix du Tarn (1920) devenu plus tard L'Echo du Tarn
- Croix de l'Hérault (1939)
- Croix du Gard (1945)
- L'Echo de Bigorre (1972)
- La Croix du Midi, Gascogne Actualités qui devient Croix du Gers puis Voix du Gers (1973)
- Vie Quercynoise (1982)
- Voix du Cantal (1983)

### L'èreVoix du Midi
La crise de la presse oblige néanmoins le groupe à fermer plusieurs de ses titres. Une vaste campagne de modernisation est décidée. En 1980, la saisie est informatisée, le plomb abandonné. Les titres changent de maquettes et recentrent le contenu de leurs pages sur l’actualité locale au sens large. La quadrichromie (tout en couleurs) est généralisée dans les années 2000. 
À Toulouse, Croix du Midi change de nom pour Voix du Midi en 2004 et développe une ligne éditoriale grand public. Dans la foulée, l'édition Voix du Midi Lauragais est fondée à Villefranche-de-Lauragais. 
En mars 2009, une nouvelle modernisation lance Voix du Midi Toulouse sur le marché des journaux gratuits avec Voix du Midi Week End. Consacré aux sorties et loisirs dans l'agglomération toulousain, ce nouveau support est distribué chaque vendredi dans le métro toulousain et en plusieurs points de distribution de l'agglomération. 
En 2012, une nouvelle étape est franchie avec le lancement des sites internet www.voixdumidi.fr et www.voixdumidilauragais.fr. 
Aujourd'hui, la diffusion de Voix du Midi s'élève à 12 000 exemplaires en kiosque et 20 000 exemplaires pour le support gratuit.

## La Société d'édition de La Presse régionale - Sepr SA
La société SEPR- Société d’Edition de la Presse Régionale, dont le siège est à Toulouse, est depuis 2014 une filiale du groupe Publihebdos (filiale à 100 % du Groupe SIPA - Ouest-France) spécialisée dans l’information de proximité. Elle édite des hebdomadaires payants, gratuits et des sites web d’informations en Midi-Pyrénées, Cantal, Jura et dans le Nord.

## L'arrivée de Côté Toulouse
En mars 2015, la société de presse éditrice de l'hebdomadaire Voix du Midi a lancé son nouveau site d'actualité actu.cotetoulouse.fr ainsi qu'un nouvel hebdomadaire gratuit baptisé Côté Toulouse.  